# Liste des stations de sports d'hiver du massif du Jura
Voici une liste des stations de sports d'hiver du Jura (français et suisse). La liste n'est pas exhaustive. 

## France
| Station                                  | Nb de pistes de ski alpin (km) | Nb de pistes de ski de fond (km) | altitude min | altitude max     | adulte 1J (alpin) | adulte 1J (fond) | Remontées mécaniques | Département |
| ---------------------------------------- | ------------------------------ | -------------------------------- | ------------ | ---------------- | ----------------- | ---------------- | -------------------- | ----------- |
| Bellefontaine                            | 3,3                            | 80                               | 1030         | 1261             | 16,4 €            | 7 €              | 4                    | Jura        |
| Chaux-Neuve                              | 0,6                            |                                  | 1025         | 1145             | 11,5 €            |                  | 3                    | Doubs       |
| Foncine-le-Haut                          | 2                              | 103                              | 906          | 1051             | 12 €              | 7 €              | 1                    | Jura        |
| Haute-Joux                               |                                | 230                              | 960          | 1115             |                   | 7 €              |                      | Jura        |
| La Combe Saint-Pierre                    | 3                              | 37                               | 880          | 1035             | 12 €              | 7 €              | 3                    | Doubs       |
| Le Larmont                               | 4                              | 28                               | 1040         | 1200             |                   |                  | 3                    | Doubs       |
| Les Fourgs                               | 12                             | 100                              | 1080         | 1223             |                   |                  | 8                    | Doubs       |
| Les Rousses                              | 52                             | 220                              | 1050         | 1680             | 34 €              | 7 €              | 40                   | Jura        |
| Métabief                                 | 40                             | 150                              | 900          | 1420             | 25 €              | 8 €              | 19                   | Doubs       |
| Les Plans d'Hotonnes / Plateau de Retord | 15                             | 150                              | 900          | 1350             | 19 €              | 9 €              | 9                    | Ain         |
| Monts Jura                               | 60                             | 160                              | 900          | 1657             | 25 €              | 8 €              | 28                   | Ain         |
| Champagnole Nozeroy Jura                 |                                | 285                              | 660          | 834              |                   |                  | 0                    | Jura        |
| Haut-Jura Grandvaux                      | 2                              | 200                              | 900          | 1000             | 6,1 €             | 7 €              | 1                    | Jura        |
| Haut-Jura Morez                          |                                | 190                              | 940          | 1160             |                   |                  | 7                    | Jura        |
| Haut-Jura Saint-Claude - Haute-Combes    |                                | 150                              | 1100         | 1100             |                   |                  | 6                    | Jura        |
| Belleydoux                               | 0                              | 10                               | 900          | 1060             |                   | 8 €              | 0                    | Ain         |
| Brenod                                   |                                |                                  | 850          | 950              |                   |                  |                      | Ain         |
| Giron                                    | 0                              | 57                               | 1000         | 1300             |                   |                  | 0                    | Ain         |
| Hauteville-Lompnes                       |                                |                                  | 900          | 1234             |                   |                  | 4                    | Ain         |
| Sur Lyand Grand Colombier                |                                | 17                               | 1240         | 1360             |                   |                  |                      | Ain         |
| Pontarlier                               |                                | 93                               | 850          | 1323[à vérifier] |                   |                  | 1                    | Doubs       |
| Lachat                                   | 0                              | 46                               | 900          | 1350             |                   | 7 €              | 0                    | Ain         |

## Suisse
| Station                   | Nb de pistes de ski alpin (km) | Nb de pistes de ski de fond (km) | altitude min | altitude max | adulte 1J (alpin)            | adulte 1J (fond) | Remontées mécaniques                  | Canton    |
| ------------------------- | ------------------------------ | -------------------------------- | ------------ | ------------ | ---------------------------- | ---------------- | ------------------------------------- | --------- |
| La Dôle – St-Cergue       |                                |                                  | 1230         | 1678         | 31 frs                       |                  | 1 télésiège 4 places + 8 téléskis     | Vaud      |
| Ste-Croix – Les Rasses    |                                |                                  | 1150         | 1570         | 32 frs                       |                  | 7 téléskis + 2 téléskis débutants     | Vaud      |
| Saint-George              |                                |                                  | 1140         |              | 20 frs                       |                  | 2                                     | Vaud      |
| Vallée de Joux - Vaulion  | 42                             | 220                              | 1004         | 1678         | 27 frs                       | 8 frs            | 11                                    | Vaud      |
| Les Bugnenets-Savagnières | 30                             | 24                               | 1091         | 1440         | 35 frs                       |                  | 7 téléskis, 2 fils neige              | Neuchâtel |
| Tête-de-Ran               |                                |                                  | 1283         | 1140         |                              |                  | 1 téléski, 1 file neige               | Neuchâtel |
| Buttes – La Robella       | 20                             | 56                               | 770          | 1457         | 30 frs                       |                  | 1 télésiège, 3 téléskis, 1 fils neige | Neuchâtel |
| Le Pâquier – Crêt-du-Puy  | 10                             | 0                                | 860          | 1260         | 28 frs                       |                  | 2 téléskis                            | Neuchâtel |
| Le Locle – Sommartel      | 3                              | 0                                | 1120         | 1300         | 20 frs                       |                  | 1 téléski, 1 fils neige               | Neuchâtel |
| La Corbatière             | 5                              |                                  | 1090         | 1348         | 25 frs                       |                  | 2 téléskis, 1 file neige              | Neuchâtel |
| Châpeau-Râblé             | 3                              |                                  | 1088         | 1233         | 24 frs                       |                  | 1 téléski                             | Neuchâtel |
| Les Verrières             | 3                              |                                  | 931          | 1100         | 10 frs                       |                  | 1 téléski, 1 file neige               | Neuchâtel |
| La Côte-aux-Fées          | 3                              |                                  | 1041         | 1150         | 10 frs (carte de 10 montées) |                  | 1 téléski                             | Neuchâtel |
| Le Crêt-Meuron            | 3 (éclairée en nocturne)       |                                  | 1270         | 1340         |                              |                  | 1 téléski                             | Neuchâtel |
| Brot-Plamboz              | 2                              |                                  | 1018         | 1100         |                              |                  | 1 téléski                             | Neuchâtel |
| Les Gollières             | 10                             |                                  | 1025         | 1400         |                              |                  | 1 téléski                             | Neuchâtel |
| Les Prés-d'Orvin          | 7                              | 50 Les Prés-d'Orvin - Chasseral  | 1020         | 1337         | 20 frs à 29 frs              |                  | 2 téléskis et 3 files neiges          | Berne     |
| Tramelan                  |                                |                                  |              |              |                              |                  |                                       | Berne     |
| Nods                      |                                |                                  |              |              |                              |                  |                                       | Berne     |
| Grandval                  | 4                              |                                  | 950          | 1150         |                              |                  |                                       | Berne     |
| La Golatte s/Montoz       |                                |                                  |              |              |                              |                  |                                       | Berne     |
| Plagne                    |                                |                                  |              |              |                              |                  |                                       | Berne     |
| Sous le Mont (Tavannes)   |                                |                                  |              |              |                              |                  |                                       | Berne     |
| Les Bugnenets-Savagnières | 30                             | 24                               | 1091         | 1440         | 35 frs                       |                  | 7 téléskis, 2 fils neige              | Berne     |
| Malleray – Les Orvales    |                                |                                  |              |              |                              |                  |                                       | Berne     |
| Les Genevez               |                                |                                  |              |              |                              |                  |                                       | Jura      |
| Les Breuleux              | 5                              |                                  | 1060         | 1250         |                              |                  | 1 téléskis, 1 fils neige              | Jura      |
| Balmberg                  | 5                              |                                  | 950          | 1300         | 32 frs                       |                  | 3 téléskis                            | Soleure   |